# Metanonychus nigricans
Metanonychus nigricans is een hooiwagen uit de familie Paranonychidae.